# I disertori
I disertori (Ivano Fossati riletto da) è un album di tributo a Ivano Fossati pubblicato nel 1994. Le canzoni sono interpretate da artisti diversi. Il progetto nasce da un'idea di Massimo Pirotta, fra i soci del noto locale rock Bloom di Mezzago (Mi), e Davide Sapienza, scrittore e giornalista (ai tempi tra le firme più note dell'ambiente musicale italiano).

## Tracce
Testi e musiche di Ivano Fossati.
1. Afterhours - La canzone popolare - 5:15
2. Mau Mau - Panama - 4:20
3. La Crus - Naviganti - 3:51
4. The Gang - Discanto - 6:15
5. Rosso Maltese - La madonna nera - 5:06
6. Paolo Fresu Quintet - Passalento - 5:31
7. Dissoi Logoi - La volpe - 6;08
8. Modena City Ramblers - Gli amanti d'Irlanda - 2:55
9. Andrea Chimenti - Una notte in Italia - 4:50
10. Diaframma - Johnnie Sayre (Il Perdono) - 3:02
11. Yo Yo Mundi - Terra dove andare - 4:16
12. Ciroma - Lunario di settembre - 5:22